# François Christophe Kellermann

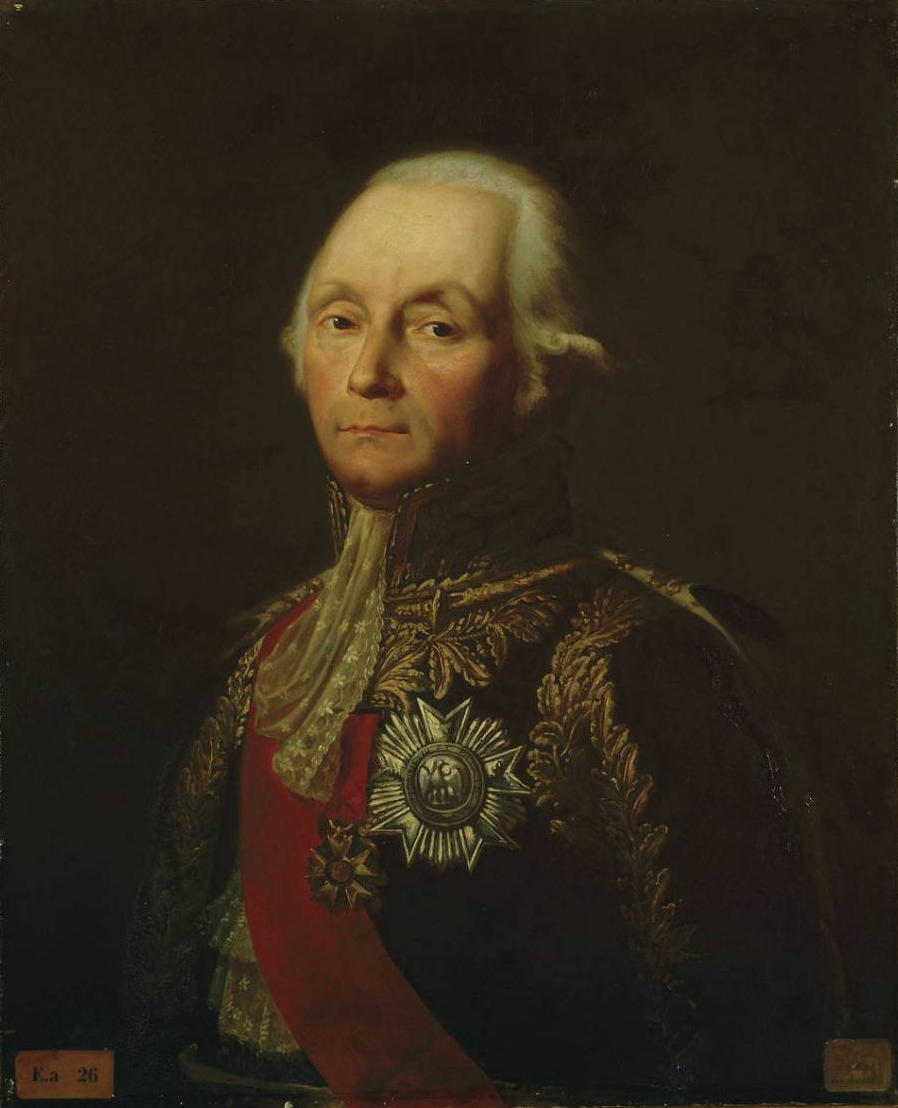
François Christophe Kellermann

François Christophe (de) Kellermann, als duc de l'Empire 1e hertog van Valmy (Straatsburg, 28 mei 1735 - Parijs, 23 september 1820) was een Frans militair en maarschalk van Frankrijk.

## Jonge jaren
Kellermann kwam uit een van oorsprong Saksische familie, die al lange tijd in Straatsburg woonde. Hij nam vrijwillig dienst in het Franse leger en nam deel aan de Zevenjarige Oorlog en in de Poolse expeditie van Lodewijk XV in 1771. In 1784 kreeg hij de rang van brigadier en het jaar daarna marechal-de-camp.

## Franse Revolutie
In 1789 was Kellermann een enthousiast voorstander van de Franse Revolutie. In 1791 werd hij bevelhebber van het Leger van de Elzas, en in april 1792 kreeg hij de rang van luitenant-generaal. In september van dat jaar won hij de Slag bij Valmy tegen de Pruisen.
Nadat hij overgeplaatst was naar het Leger van de Moezel werd Kellermann door generaal Custine van verraad beschuldigd, omdat hij diens operaties bij de Rijn niet voldoende zou hebben ondersteund. Hij werd echter door de Nationale Conventie in Parijs vrijgesproken en kreeg het bevel van de Legers van de Alpen en van Italië.
Niet lang na deze benoeming kreeg Kellermann het bevel om Lyon te ontzetten, dat in opstand was gekomen tegen het revolutionaire bestuur. Nadat hij Lyon ontzet had, werd Kellermann gevangengenomen. Pas 13 maanden later werd hij vrijgesproken en teruggeplaatst in zijn oude functie, totdat zijn legers werden samengevoegd met het leger van Napoleon in Italië.

## Latere carrière
Kellermann was tegen die tijd al 62 jaar oud. Hoewel hij nog in goede gezondheid was, kon hij de flair van de jongere generaals niet meer evenaren en kwam er een einde aan zijn actieve militaire loopbaan. Toch werd de held van Valmy nooit vergeten. Toen Napoleon aan de macht kwam, in 1800 werd Kellermann benoemd als senator. In 1803 werd hij maarschalk van Frankrijk en in 1808 hertog van Valmy . Meerdere malen werd er een beroep op hem gedaan om het leger te helpen bij de communicatie, administratie en het in orde brengen van de reservetroepen. Door zijn lange ervaring was hij bij deze taken een van de belangrijkste assistenten van Napoleon. In 1814 stemde hij echter voor de afzetting van Napoleon. Kellermann stierf op 23 september 1820.
Zijn zoon François Étienne de Kellermann, tevens generaal, erfde zijn hertogelijke titel.
Louis Alexandre Berthier · Joachim Murat · Bon Adrien Jeannot de Moncey · Jean-Baptiste Jourdan · André Masséna · Pierre François Charles Augereau · Jean-Baptiste Bernadotte · Guillaume Brune · Nicolas Jean-de-Dieu Soult · Jean Lannes · Édouard Adolphe Casimir Joseph Mortier · Michel Ney · Louis Nicolas Davout · Jean-Baptiste Bessières · François Christophe Kellermann · François Joseph Lefebvre · Dominique-Catherine de Pérignon · Jean-Mathieu-Philibert Sérurier · Claude Victor-Perrin · Étienne Jacques Joseph Macdonald · Nicolas Charles Oudinot · Auguste de Marmont · Louis Gabriel Suchet · Laurent de Gouvion Saint-Cyr · Józef Poniatowski · Emmanuel de Grouchy
- Bibliothèque nationale de France: cb12515466r (data)
- Gemeinsame Normdatei: 116174919
- International Standard Name Identifier: 0000 0000 5199 5934
- Library of Congress Control Number: nr2006026034
- Base Léonore: LH//1396/34
- Nationale Bibliotheek van Polen: a0000002599877
- Nederlandse Thesaurus van Auteursnamen: 070082596
- Réseau des bibliothèques de Suisse occidentale: 02-A024092195
- SNAC: w6cv5xj3
- Système universitaire de documentation: 129317594
- Union List of Artist Names: 500354604
- Virtual International Authority File: 76423447
- WorldCat: E39PBJdrM7VKq4wQBXMDxyMByd